# Stubenberg (Bavorsko)
Stubenberg je obec v německé spolkové zemi Bavorsko, v zemském okrese Rottal-Inn ve vládním obvodu Dolní Bavorsko.
V roce 2013 zde žilo 1 347 obyvatel.